# アン・マリー・コートライト
アン・マリー・コートライト（Anne Marie Kortright、1982年3月14日 - ）は、プエルトリコのファッションモデル。

## 経歴
ドイツ・ニュルンベルクでプエルトリコの家系に生まれた。Bobbi Brown、レビ、スウォッチなどの広告キャンペーンに主演している。LatinaやShapeなどの雑誌の表紙に登場し、Vogue (Paris) やMaximといった雑誌にも掲載された。2003年のMaximのホット100リストで50位にランクインした。MaximがリリースしたDVDにも登場している。